# دصيور برونزي
الدصيور البرونزي (باللاتينية: Dasyurus spartacus) هو نوعٌ من الدصيور، لا يعيش إلا في منطقة من السافانا والمروج العشبيَّة حول نهر فلاي في جنوب جزيرة غينيا الجديدة. اكتشف هذا الحيوان في مطلع السبعينيَّات، عندما عُثر على خمس أفرادٍ منه جُلبوا إلى أستراليا، لكن النوع لم يُوصَف بصورةٍ علميَّة حتى عام 1987 عندما درس عالم الطبيعة ستيفن فان ديك (من متحف كوينزلاند) عيِّنات الدصيور البرونزي وحدَّد علاماتها المُميِّزة. حتى شهر فبراير عام 2013، كان يوجد 12 فردٍ من الدصيور البرونزي في المتاحف العامَّة، أمسك 8 منها بأفخاخٍ و4 على أيدي صيَّادين محليِّين.
ثمَّة معلوماتٌ قليلة جداً متوافرةٌ حاليًّا عن هذا الحيوان، بحيث اعتقد سابقاً أنَّه محضُ جمهرةٍ (مجموعة سكانية) منفصلة من الدصيور الغربي.
قُدِّر عدد كلِّ حيوانات الدصيور البرونزي الموجودة في العالم سنة 2013 بأقلَّ من 10,000 رأس، ولذلك فُهو مُصنَّفٌ كنوع قريب من الخطر على القائمة الحمراء. الدصيور البرونزي هو حيوانٌ لاحم ليليُّ النشاط، يعيش في أراضي السافانا. من بين مفترسيه الكلاب البرية والقطط البرية.